# Коттон-Сіті (Нью-Мексико)
Коттон-Сіті (англ. Cotton City) — переписна місцевість (CDP) в США, в окрузі Ідальго штату Нью-Мексико. Населення — 266 осіб (2020).

## Географія
Коттон-Сіті розташований за координатами 32°6′36″ пн. ш. 108°52′50″ зх. д. / 32.11000° пн. ш. 108.88056° зх. д. (32.110063, -108.880462).  За даними Бюро перепису населення США в 2010 році переписна місцевість мала площу 66,09 км², уся площа — суходіл.

## Демографія
Згідно з переписом 2010 року, у переписній місцевості мешкало 388 осіб у 139 домогосподарствах у складі 106 родин. Густота населення становила 6 осіб/км².  Було 183 помешкання (3/км²).
Расовий склад населення:
| - 76,3 % — білих - 1,5 % — корінних американців - 20,1 % — осіб інших рас |

До двох чи більше рас належало 2,1 %. Частка іспаномовних становила 48,5 % від усіх жителів.
За віковим діапазоном населення розподілялося таким чином: 27,1 % — особи молодші 18 років, 60,0 % — особи у віці 18—64 років, 12,9 % — особи у віці 65 років та старші. Медіана віку мешканця становила 42,7 року. На 100 осіб жіночої статі у переписній місцевості припадало 91,1 чоловіків;  на 100 жінок у віці від 18 років та старших — 91,2 чоловіків також старших 18 років.
Середній дохід на одне домашнє господарство  становив 40 438 доларів США (медіана — 33 167), а середній дохід на одну сім'ю — 45 267 доларів (медіана — 34 917). За межею бідності перебувало 36,6 % осіб, у тому числі 68,3 % дітей у віці до 18 років та 15,8 % осіб у віці 65 років та старших.
Цивільне працевлаштоване населення становило 88 осіб. Основні галузі зайнятості: сільське господарство, лісництво, риболовля — 36,4 %, освіта, охорона здоров'я та соціальна допомога — 25,0 %, науковці, спеціалісти, менеджери — 10,2 %, мистецтво, розваги та відпочинок — 10,2 %.